# Beaumont (Puy-de-Dôme)
Beaumont – miejscowość i gmina we Francji, w regionie Owernia-Rodan-Alpy, w departamencie Puy-de-Dôme.
Według danych na rok 1990 gminę zamieszkiwało 9465 osób, a gęstość zaludnienia wynosiła 2360 osób/km² (wśród 1310 gmin Owernii Beaumont plasuje się na 14. miejscu pod względem liczby ludności, natomiast pod względem powierzchni na miejscu 1012.).